# Juan Caro de Tavira
Juan Caro de Tavira habría sido, según Antonio Palomino, un pintor natural de Carmona honrado por Felipe IV.
Antonio Palomino, que no le dedicó biografía en el Parnaso español pintoresco laureado, en el capítulo IX del tomo I de El museo pictórico y escala óptica, en una relación de artistas que se habían visto reconocidos con diversos honores, escribió: 

«Don Juan Caro de Tabira, natural de Carmona, fue excelente pintor en Sevilla; y en atención a su calidad y habilidad, le hizo merced del hábito de Santiago el señor Felipe Quarto, aunque lo gozó poco tiempo, porque murió en lo mejor de su edad».

Ceán Bermúdez, sin otros datos que los proporcionados por Palomino, le hizo discípulo de Francisco de Zurbarán, además de puntualizar que fue «no tanto por su distinción, cuanto por su habilidad» por lo que recibió el hábito de Santiago. La noticia de Ceán, inmediatamente recogida por Nicolás de la Cruz y Bahamonde en su Viaje de España, Francia e Italia, fue recibida sin crítica por la historiografía anglosajona, desde William Stirling-Maxwell a Michael Bryan, que repetía sin añadir nada lo dicho por Ceán en su Dictionary of Painters and Engravers, Biographical and Critical.
La historiografía posterior no ha podido proporcionar ningún dato documental que permita acreditar la existencia de este pintor, y Paul Guinard, al biografiar a Zurbarán, matizando que se refería a Tavira siempre según Ceán, pues no hay obras que permitan juzgarlo ni se puede decir otra cosa de él, sugirió que pudiera tratarse de un mito.